# Rezolucija Vijeća sigurnosti UN-a 970
Rezolucija Vijeća sigurnosti UN-a 970, usvojena 12. siječnja 1995., nakon reafirmacije svih rezolucija o situaciji u Bosni i Hercegovini, posebno Rezolucije 943 (1994) o zatvaranju granice između Savezne Republike Jugoslavije (Srbije i Crne Gore) i Bosne i Hercegovine, Vijeće je odlučilo da će mjere iz te rezolucije biti suspendirane na daljnje razdoblje od 100 dana.
Vijeće sigurnosti pozdravilo je korake koje je Srbija i Crna Gora poduzela u zadržavanju zatvorene granice s Bosnom i Hercegovinom. Važno je da je granica ostala zatvorena, te da se svako kršenje zatvaranja kažnjava, uz napomenu da su dijelovi Rezolucije 757 (1992.) ostali na snazi.
Zahtjevi u Rezoluciji 820 (1993.) u kojima se navodi da će uvoz, izvoz i prekrcaj kroz zaštićena područja Ujedinjenih naroda u Hrvatskoj i područja Bosne i Hercegovine pod kontrolom snaga bosanskih Srba morati odobriti vlade obiju zemalja, osim za humanitarnu pomoć, ponovno su potvrđeni. Odbor Vijeća sigurnosti osnovan Rezolucijom 757 (1992.) koji se odnosi na zahtjeve za humanitarnu pomoć, uključujući zahtjeve Međunarodnog odbora Crvenog križa i Visokog povjerenika Ujedinjenih naroda za izbjeglice i drugih organizacija, pozvan je da usvoji pojednostavljene postupke.
Od glavnog tajnika Butrosa Butrosa-Galija zatraženo je da svakih 30 dana izvijesti Vijeće o tome provodi li Srbija i Crna Gora djelotvorno zatvaranje granice te da će u protivnom suspenzija ograničenja i drugih mjera biti prekinuta u roku od 5 radnih dana. Vijeće je zaključilo izjavom da će pratiti situaciju.
Rusija se suzdržala pri glasovanju o Rezoluciji 970, koju je odobrilo ostalih 14 članica Vijeća.

## Vanjske poveznice
| Wikizvor | Engleski Wikizvor ima izvorni tekst na temu: United Nations Security Council Resolution 970 |

- Text of the Resolution at undocs.org